# Jan Abrahamsz Beerstraaten

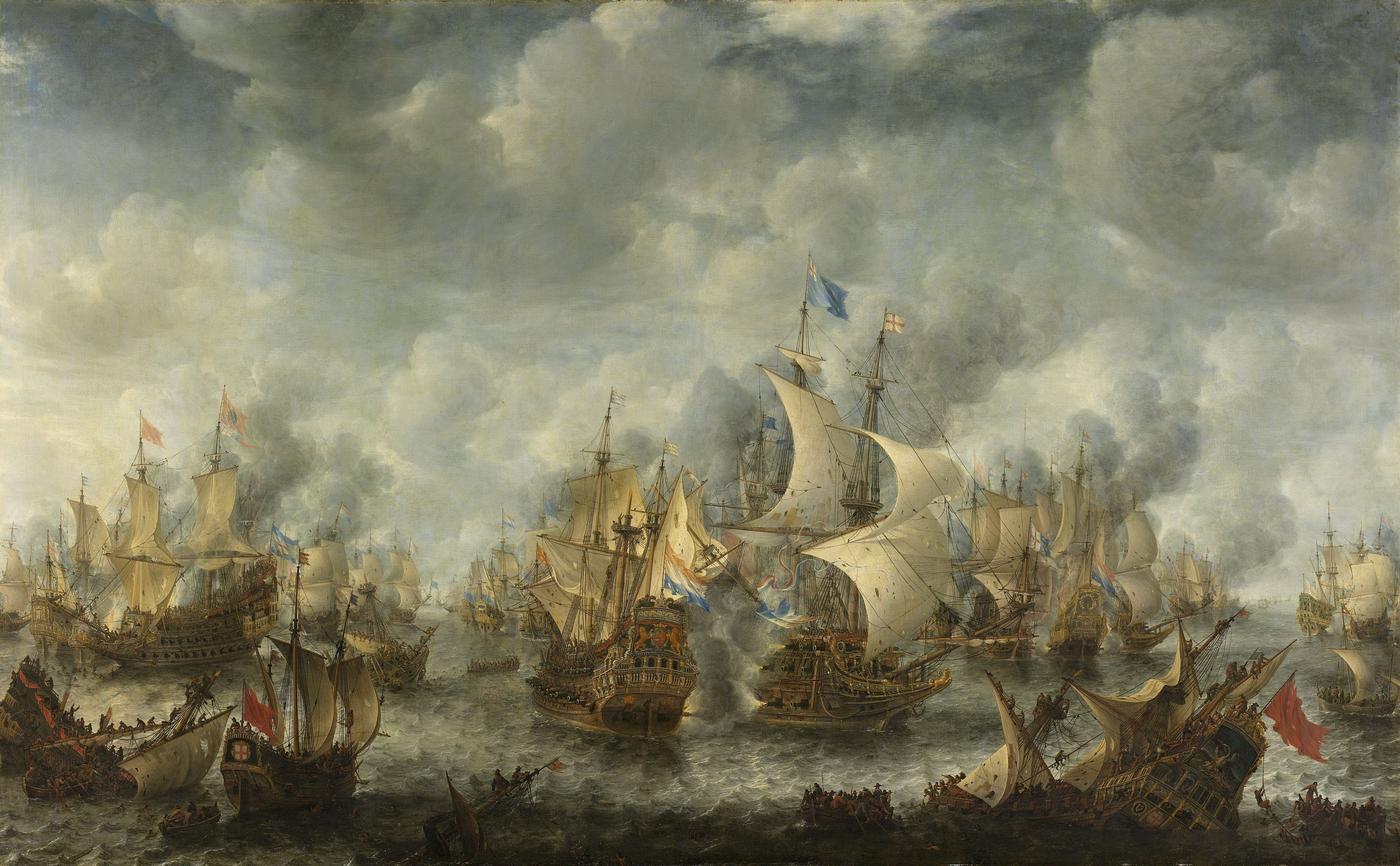
Slaget vid Scheveningen av Beerstraaten.

Jan Abrahamsz Beerstraaten, född 1622 och död 1666, var en holländsk konstnär.
Flera målare med namnet Beerstraten finns, troligen tillhörande samma familj, och ännu är inte släktskapet mellan dessa helt utrett. Jan Beerstraaten var verksam i Amsterdam, och målade främst hamnar, vinterbilder, sjödrabbningar och arkitekturstycken.
Målningar av honomn finns på Nationalmuseum och Kunstmuseet, Köpenhamn.